# Willem Hendrik de Vriese

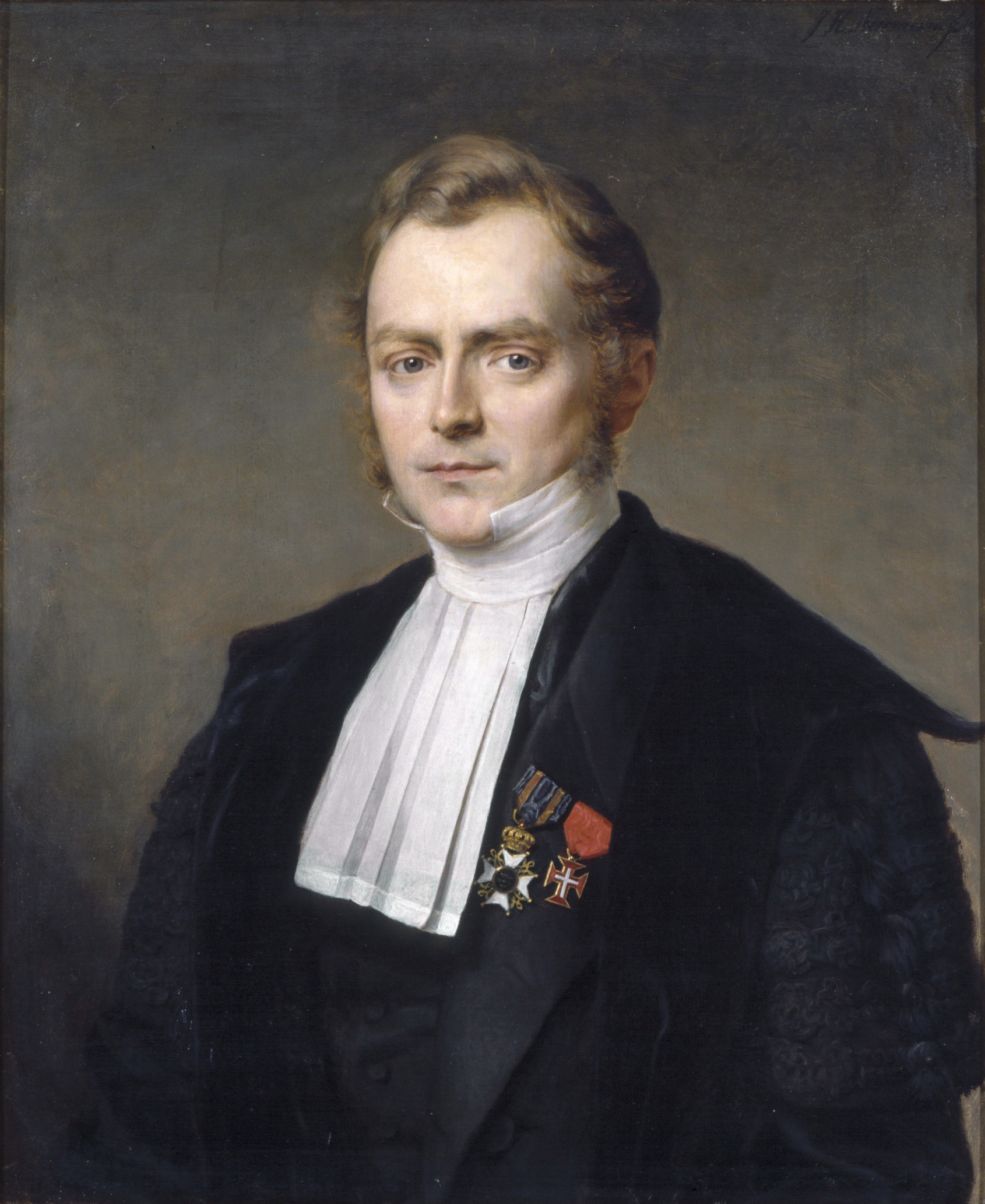
Willem Hendrik de Vriese

Willem Hendrik de Vriese (* 11. August 1806 in Oosterhout; † 23. Januar 1862 in Leiden) war ein niederländischer Mediziner und Botaniker.
Sein botanisch-mykologisches Autorenkürzel lautet „de Vriese“.

## Leben
Willem Hendrick war als Sohn des Unterhändlers Gosewijn Willem Hendrik de Vriese (* 6. November 1752 in Delft; † 28. Januar 1812 in Breda) und dessen zweiter Frau Angenieta Louisa Verspijck (* 7. Dezember 1766 in Batavia; † 12. April 1846 in Naarden), geboren. 1819 kam er an das Gymnasium in Leiden, wo sein späterer Schwiegervater Frans Antonie Bosse der Rektor war. Am 6. September immatrikulierte er sich als Student der Medizin an der Universität Leiden. Während seines Studiums entwickelte er eine besondere Vorliebe für die Botanik und hatte im zweiten Studienjahr eine Preisfrage der Universität Groningen beantwortet, über das Thema Quid hactenus ex plantarum physiologia de forma directione, structura et quaedam functione radicum innotuerit. Hierfür erhielt er dafür eine Goldmedaille und verfasste im selben Jahr die Dissertation botan. de radicibus plantarum. Am 20. Dezember 1830 promovierte de Vriese mit dem Thema Specimen Medicum, quo praecipuae exponuntur methodi, quibus utitur Therapeutice naturalis, ad sanandos corpus humani morbos chronicos zum Doktor der Medizin.
Im Januar 1831 ging er nach Rotterdam, wo er an der dortigen klinischen Schule als Lektor der Naturgeschichte, der Botanik und der Lebensmittellehre angestellt wurde. Diese Aufgabe übernahm er am 7. Februar 1831 mit der Antrittsrede Over het verband tusschen de studie der geneeskunde en die der natuurkundige wetenschappen. 1834 wurde er zum außerordentlichen Professor der Botanik an das Athenaeum Illustre Amsterdam berufen, welche Aufgabe er im November des Jahres mit der Rede de Progressu Physiologiae Plantarum, Prudenti Naturam indagandi Rationi Tribuendo antrat. 1842 wurde er dort ordentlicher Professor und übernahm 1843 zudem die medizinischen Vorlesungen. In seiner Zeit dort arbeitete er auch für den Hortus Botanicus Amsterdam.
Von 1834 bis 1845 redigierte er mit Jan van der Hoeven die wissenschaftliche Zeitschrift Tijdschrift voor naturlyke Geschiedenis en Physiologie und ab 1846 mit Francois Dozy (1807–1856), sowie Julian Hendrik Molkenboer (1816–1854) das Nederlandsch kruidkundig Archief. Außerdem war er Mitglied der Redaktion der von Louis van Houtte herausgegebenen botanischen Zeitschrift Flore des serres et des jardins de l’Europe.
Als beschreibender Botaniker widmete er sich mit Vorliebe der tropischen Flora der niederländischen Kolonien. So verfasste er Abhandlungen über Chinarindenbäume, Rafflesien, Marattiaceae, dem Kampferbaum und dem Anbau von Vanille auf Java. Auch ist er als Herausgeber der Schriften seines Lehrers Kaspar Georg Karl Reinwardt und Übersetzer mehrerer botanischer Werke ausländischer Autoren in Erscheinung getreten.
Am 15. Juli 1845 wurde er als Professor der Chemie, Botanik und Naturgeschichte an die Universität Leiden berufen, welche Aufgabe er am 27. September 1845 mit der Einführungsrede De re herbaria Batava non minus quam reliquis Europae populis incolenda antrat. Damit verbunden wurde ihm die Leitung des Hortus Botanicus Leiden übertragen. 1857 wurde er von der Regierung nach Niederländisch-Indien geschickt, um botanische Untersuchungen über die dortigen Pflanzenkulturen in Jakarta auf Java durchzuführen. Hierzu hielt er die Abschiedsrede De involoed der kruidkunde op de belangen van den Staat und reiste am 21. Oktober 1857 ab. Innerhalb von vier Jahren besuchte er Sri Lanka, die Molukken, Borneo und Sumatra. Von dieser Reise kehrten er und seine Frau am 2. März 1861 gesundheitlich angeschlagen zurück. Er fing jedoch wieder an Vorlesungen zu halten, welche Aufgabe er mit der Rede Wetenschap en beschaving, de gronslagen der welvaart der landen en volken van den Indischen Archipel begann. Nachdem ihm seine Frau mit dem Tod vorausgegangen war, starb er etwa ein dreiviertel Jahr später. Sein Leichnam wurde am 12. Februar auf dem Friedhof Rapenburg beigesetzt.

## Familie
Willem Hendrik hatte sich am 28. Dezember 1831 in Leiden mit Charlotte Theodora Antonia Bosse (* 1. Juli 1810 in Leiden; † 11. Mai 1861 in Leiden), die Tochter des Gymnasialdirektors Frans Antonie Bosse (* 14. September 1775 in Middelburg; † 23. Dezember 1839 in Amsterdam) und dessen Frau Charlotte Theodora Schneither (* 25. Dezember 1786; † 16. Oktober 1860 in Leiden), verheiratet. Von den Kindern dieser Ehe kennt man:
- Marie Anna de Vriese (* 31. Januar 1835 in Amsterdam; † 22. Dezember 1913 in Leiden)
- Willem Hendrik de Vriese (* 24. Juli 1839 in Amsterdam)
- Françoise Antoinette de Vriese (* 10. November 1841 in Amsterdam; † 26. Februar 1930 in Den Haag) verh. 2. Juni 1871 mit Johan Willem Paspoort (* 16. November 1839 in Middelburg; † 3. Dezember 1922 in Den Haag)
- Charlotte Dorothee Marie de Vriese (* 28. Juli 1847 in Leiden; † 23. Januar 1928 ebd.) verheiratet am 19. Juni 1871 in Leiden mit Louis Gerardus le Poole (* 25. Juni 1848 in Leiden; † 10. Oktober 1908 in Leiden)

## Ehrungen
1837 wurde er zum Mitglied der Deutschen Akademie der Naturforscher Leopoldina gewählt. Ab 1838 war de Vriese Mitglied der Königlich niederländischen Akademie der Wissenschaften, er wurde Mitglied der Vereinigung für die Flora Niederlands und dessen überseeischen Besitzungen (niederländisch Vereeniging voor de Flora van Nederland en zijne overzeesche bezittingen), der provinziellen Utrechtschen Gesellschaft für Künste und Wissenschaften (niederländisch Provinciaal Utrechts Genootschap van Kunsten en Wetenschappen), Mitglied der Gesellschaft zum Nutzen der Allgemeinheit (niederländisch Maatschappij Tot Nut van't Algemeen), Mitglied der Gesellschaft für niederländische Literatur in Leiden (niederländisch Maatschappij van Nederlandsche Letterkunde van Leiden) und 1842 wurde er ausländisches Mitglied der Royal Horticultural Society in London. Am 21. Juli 1855 wurde er Ritter des Ordens vom niederländischen Löwen.
Nach ihm wurde von John Lindley die Pflanzengattung der Bromeliengewächse Vriesea benannt. Auch die Benennung der Gattung Neovriesia Britton aus derselben Familie geschah zu seinen Ehren.

## Schriften (Auswahl)
- Responsio ad quaestionem botanicam: quid hactenus ex plantarum physiologia de forma, directione, structura et quaedam functione radicum innotuerit et quaedam sint phaenomena In: Oeconomia rurali observata,quae ex hac cognitione utiliter explicari possint in Annales Gron. 1826-1827. Groningen 1827
- Dissertatio bat. de radicibus plantarum. Groningen 1827
- Specimen med. quo praecipui exponuntur methodi, quibus utitur therapeutica naturalis ad sanandos corporis humani merbos chronicos. Leiden 1830
- Memoria amici integerrimi Henrici Guilielmi Waardenburg, medicinae doctoris Naardensis. Leiden 1833 (Online)
- Proeve eener geschiedkundige Botanische verhandeling over den papyrus antiquorum. In: Tijdschrift voor natuurklijke Geschiedenis en Physiologie. 1834
- Oratio de Progressu Physiologiae Plantarum, Prudenti Naturam indagandi Rationi Tribuendo. Amsterdam 1835 (Online)
- Plantenkunde voor Apothekers en Artsen of beschrijving der geneeskrachtige planten naar de natuurlijke familien in het plantenrijk. Leiden 1835–1838, 2. Bde., (1. Bd. Online)
- Proeven op de verhoogde temperatuur van den spadix eener Colocasia odora. In: Tijdschrift voor natuurklijke Geschiedenis en Physiologie. 1835, (mit G. Vrolik)
- Het gezag van Kaempfer, Linnaeus, Thumberg en anderen omtrent den botanischen oorsprong van de ster-anys gehandhaafd tegen Ph.F. von Siebold en Prof. Zuccharini. In: Tijdschrift voor natuurklijke Geschiedenis en Physiologie. 1836
- Aanteekeningen omtrent den groei der bloeistengen van twee agave's. In: Tijdschrift voor natuurklijke Geschiedenis en Physiologie. 1836
- Handboek voor de kennis der geneesmiddelen ten behoeve van de beoefenaars der Genees-, Heel- en Artsenij bereidkunde, naar de tegenwoordige vorderingen der Natuur- en Geneeskundige wetenschappen zamengesteld. Den Haag & Amsterdam 1837–1840, 4. Bde.
- Nieuwe bijdragen tot de kennis vaa de maïs, of, zoogenaamde, Turksch tartwe. Naar Aaanleiding van het Werk van Matthieu Bonafous. Den Haag & Amsterdam, 1837 (Online)
- Novae species cycadearum Africae Australis, figuris et decriptionibus illustratae. In: Tijdschrift voor natuurklijke Geschiedenis en Physiologie. 1837
- Herinnering aan de Tentoonstelling van planten te Utrecht bij het 2eeeuwfeest der Hoogeschool aldaar. Amsterdam 1837
- Encephalartos Marumii, Nob. Nova Species Cycadearum, nunc culta in Horto botanico Amstelodamensi. In: Tijdschrift voor natuurklijke Geschiedenis en Physiologie. 1838 (Online)
- Over de biforines van Turpin, eene nieuwe ontdekking in de Krystallographie van het Plantenrijk. In. Tijdschrift voor natuurklijke Geschiedenis en Physiologie. 1838, 4. Bd. (Online)
- Kleine Bijdragen tot de Natuurlijke Familie der Cacteen. In: Tijdschrift voor natuurklijke Geschiedenis en Physiologie. 1838 (Online)
- Nadere proefnemingen over de verhoogde temperatuur van den spadix eener Colocasia odera m. 1 afb. In: Tijdschrift voor natuurklijke Geschiedenis en Physiologie. 1838
- Hortus Spaarn-Bergensis. Enumeratio stirpium quas, in Villa Spaarn-Berg prope Harlemum alit van der Adr. van der Hoop, Eques Ordinis civilis leonis Neerlandici, ordinibus provinciae Hallandiar, senatui Amstelodamensi, cht., crt. adschiptus. Amsterdam 1839 (Online)
- Berigten van proefneming aangaande het overbrengen van levende planten uit overzeesche landen naar Europa inzonderheid in Indie naar Nederland. Amsterdam 1840
- Protrepticus ad commilitones, athenaei illustris Amstelodamensis Alumnos, quo scholas Botanicas. Amsterdam 1841 (Online)
- Redevoering, over de Maatschappij: Tot Nut van 't Algemeen, in betrekking tot de zedelijke behoefte voor ons Vaderland, in den tegenwordigen Tijd. Uitgesproken ter Opening van de jaarlijksche algemeene Vergadering dier Maatschappij, op den 10den Augustus, 1841. 1841 (Online)
- Berigt aangaande een onlangs uit Java ontvangen Cycas Cirrinalis L gekweekt en thans bloeijende in den kruidtuin der stad Amsterdam. Amsterdam 1842
- J. Lindley, Grondbeginselen der Horticultuur. Naar het Engelsch met bijlagen van W.H. de Vriese. Den Haag und Amsterdam 1842
- Over de anorganische bestanddeelen der planten, ouderzoekingen van Dr. A. Wiegmann en L. Poltsdorff. Leiden 1843
- Over eene verzameling eigenhandige brieven aan Carolus Clusius, voorhanden op de Bibliotheek der Leidsche Hoogeschool. Leiden 1843 (Online)
- A. Dietrich, kunst woordenleer der planten uit het Hgd. vertaald door W.H. de Vriese. Amsterdam 1844
- Fred. Louis Splitgerber, Nederlandsch Kruidkundige. Amsterdam 1845
- Oratio de re herbaria Batavia non minus quam reliquis Europae populis incolenda, quam habuit die XXVII mensis Septembris 1845, quum ordinariam botanices in Aradima Lugd. Bat. professionem solemmi ritu auspicabatur. Leiden 1845
- Plantae Nova et minus Cognitae Indiae Batavae Orientalis. Nouvelles recherches sur la flore des possessions neêrlandaises aux Indes Orientales. Amsterdam 1845 (Online)
- Voorloopige mededeeling omtrent eene bloeijende Agave americana L. (dusgenaamde Honderdjarige Aloë.). Leiden 1847 (Online)
- Kruidtuinen en Herbarien in betrekking tot Onderwijs en Wetenschap: Een Woord bij de Opening van den botanischen Cursus an de Leidsche Hoogeschool, in 1849. Leiden 1849 (Online)
- De Kampferboom van Sumatra, Dryobalanops Camphora Colebr., volgens Dr. F. Junghuhn's Waarnemingen op de Plaats zelve, en door nadere Onderzoekingen toegelicht. Den Hoogleeraar C. G. C. Reinwardt, bij de Herinnering an zijn vijftigjarig Hoogleeraar-Ambt, op den 10den Junij 1851, Aangebden. Leiden 1851 (Online)
- Monographie des Marattiacées, d'après les collections du Musée impérial de Vienne, de celui de Paris, de Sir William Jackson Hooker, de M. Francois Delessert, de M. le Dr. F. Junghuhn, de Quelques principaux Jardins de L'Europe, et celui Buitenzorg a l'ile de Java, suivie de Recherches sur l'Anatomie, l'Organogenie et l'Histiogenie du Genre Angiopteris, et de Considerations sur la Structure des Fougeres en General. Leiden & Düsseldorf 1853 (mit Pieter Harting)
- Ons streven naar waren roem. Eenige woorden van dankbare herinnering bij het Afsterven van den Hoogleeraar C. G. C. Reinwardt, gerigt tot de kweekelingen van Leydens Hoogeschool, op 13 Maart 1854. Leiden 1854 (Online)
- Goodenovieae. Ad auctoritatem Musei Caesarei Vindobonensis, Parisiensis illustr. Roberti Brownei, Guil. J. Hookeri, Joan Lindleij, Franc. Lessertii, lud. Preissii, Fred. Lud. Splitgerberi, aliorumque. Harlem 1854 (Online)
- Mémoire sur les Rafflesias rochussenii et patma, d'après les recherches faites aux iles de Java et de Noessa Kambangan, et au Jardin de L'Universite de Leide, dedie a son Excellence M. J. J. Rochussen, Ministre d'etat, Ancien Gouverneur-General des Indes orientales Neerlandaises etc. Leiden & Düsseldorf 1855 (Online)
- De kina-boom uit Zuid-Amerika overgebragt naar Java onder de Regering van Koning Willem III. Den Haag 1855, (Online)
- Tuinbouw-flora van Nederland en zijne overzeesche Bezittingen, bevattende de Geschiedenis en afbeeldinen van nieuwe of merkwaardige Planten, Bloemen, Vruchten, Mededeelingen omtrent de Kultuur in Haren geheelen Omvang, in Betrekking tot Nederland en zijne overzeesche Bezittingen. Leiden 1855 (Bd. 1 Online)
- De vanielje, een nieuw Oost-Indisch voortbrengsel voor den Handel. Leiden 1856 (Online)
- De invloed der kruidkunde op de belangen van den Staat. Toespraak aan de Kweekelingen der Leidsche Hoogeschool of 29. September 1857. Leiden 1857 (Online)
- Reis naar het oostelijk gedeelte van den Indischen Archipel, in het Jaar 1821, door C. G. C. Reinwardt. Uit zijne Nagelaten Aanteekeningen opgesteld, met een Levensberigt en Bijlagen vermmeerderd. Amsterdam 1858 (Online)
- Plantae Indiae Batavae Orientalis: quas, in itinere per insulas archipelagi indici Javam, Amboinam, Celebem, Ternatam, Aliasque, annis 1815-1821, exploravit Casp. Georg. Carol Reinwart, Agricultuhae, Artibus, Disciplinisque in India Batava Orientali Fraefectus, et in Academia Lugduno-Batava Prof.. Leiden 1856 (Online)
- De handel in Getah-pertja (gutta-percha), door den oorsprong dezer stof toegelicht. Leiden 1856 (Online)
- De uitkomsten der kina-kultuur in Nederlandsch-Indië, in 1856. Amsterdam 1857 (Online)
- Aanwijzing voor de teelt van de kakao in nederlandsch-indie. Jakarta 1860 (Online)
- Minjak tangkawang, en andere voortbrengselen van het plantenrijk van Borneo's Wester-Afdeeling, welke Aanbeveling verdienen voor den Nederlanschen Handel; naar Aafleiding van Onderzoekingen in Nederlandsch Indie en op Borneo zelf gedaan, en echte bescheiden, tijdens eene zending naar den Nederlandsch Oost-Indischen Archipel, in 1857-1861 ondernomen of Last van Z. M. den Koning. Leiden 1861 (Online)
- Wetenschap en Beschaving de Grondslagen van welvaart der Landen en Volken van den Indischen Archipel. Redevoering, uitgespoken den 28. November 1861, bij de hervatting der academische Lessen. Leiden 1861 (Online)